# Centén
El centén fue una moneda española de 100 escudos de oro emitida en 1609 bajo el reinado de Felipe III, también fue acuñada bajo los reinados de Felipe IV y Carlos II, tiene un peso de 359 gramos de oro. Durante el reinado de Isabel II se llamó centén a la moneda de 100 reales.

## Centenes segovianos
Los centenes segovianos fueron una serie de monedas de oro españolas que equivalían a cien escudos. Se hicieron dos series, una en 1609 y otra en 1633, ambas con solo siete piezas cada una. Están consideradas las monedas de oro más grandes de la historia y actualmente un ejemplar de 1609 es considerado la moneda más cara del mundo. Una de estas monedas pertenece al Museo Arqueológico Nacional de España en Madrid, con el inventario número 108085.
Se cree que debido al exagerado valor de la moneda en su época, solamente se utilizaba como símbolo de reconocimiento u ostentación pública y para engrandecer o premiar a algunos personajes de la nobleza castellana en tiempos de Felipe III.
El rey Felipe IV acuñó algunos centenes en 1623 para honrar la visita a España de Carlos Estuardo, Príncipe de Gales, con motivo de las negociaciones de matrimonio que las coronas de España e Inglaterra llevaban a cabo y que finalmente fracasaron.

### Centén segoviano de 1609

#### Características
- Origen: España, acuñada en 1609, en los talleres del Real Ingenio de Segovia, edificio construido sobre un antiguo molino situado sobre el río Eresma, que en 1586 comenzó la acuñación de moneda.
- Valor: 100 escudos.
- Técnica: Acuñación.
- Material: oro.
- Diámetro: 7,15 centímetros.
- Peso: 339,35 gramos.

#### Conservación
Se conserva actualmente una pieza. Pertenece a la colección de monedas de oro españolas llamada «Caballero de las Yndias», que se compone de 2200 monedas que se acuñaron en España y sus territorios americanos y que fueron adquiridas por un numismático vasco (que vivió en Cuba) a lo largo de su vida. 
El 22 de octubre de 2009, fue adquirida en una subasta promovida por la firma Áureo&Calicó, llevada a cabo en el Hotel Arts de Barcelona (España), por un comprador suizo por un precio final de 800.000 euros.

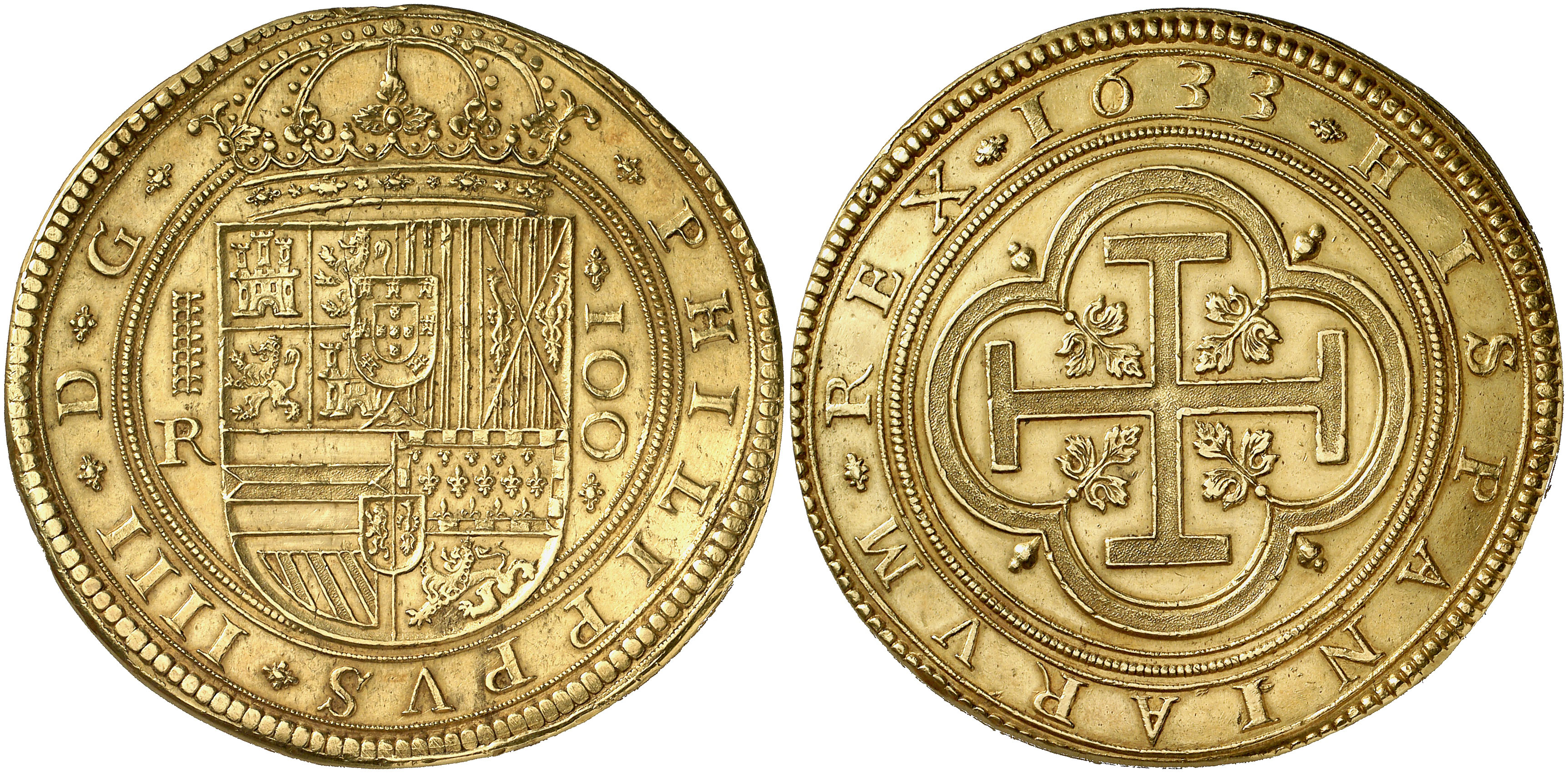
Centén Felipe IV (1633)

### Centén segoviano de 1633

#### Características
- Origen: España, acuñada en 1633, en los talleres del Real Ingenio de Segovia, edificio construido sobre un antiguo molino situado sobre el río Eresma, que en 1586 comenzó la acuñación de moneda.
- Valor: 100 escudos.
- Técnica: Acuñación.
- Material: oro.
- Diámetro: 7,15 centímetros.
- Peso: 339,35 gramos.

#### Exposiciones
La moneda ha participado en varias exposiciones desde que pertenece a las colecciones del Museo Arqueológico Nacional de España:
- De Gabinete a Museo. Tres Siglos de Historia; Madrid (m): Museo Arqueológico Nacional, 1993, [Suermondt-Ludwig Museum]
- Tesoros del Gabinete Numismático. Las 100 mejores piezas del monetario del Museo Arqueológico Nacional; Madrid (m): Museo Arqueológico Nacional, 1999, [Suermondt-Ludwig Museum]
- El oro y la plata de las Indias en la época de los Austrias; Madrid (m) (Área Metropolitana de Madrid (comarca), Madrid (provincia): 1999, [Se prestó la reproducción.]